# 大卫·阿什顿
大卫·阿什顿（英語：David Ashton，1941年11月10日—）是一位苏格兰演員、作者和作家。
他创立了BBC广播四台戏剧系列"McLevy"，并写了一些小说继续这个节目。